# Stradom (Częstochowa)
Stradom – dzielnica Częstochowy położona na południowy zachód od centrum miasta, nad rzeką Stradomką. Graniczy z dzielnicami: Gnaszyn-Kawodrza, Dźbów, Błeszno, Wrzosowiak, Ostatni Grosz, Trzech Wieszczów i Podjasnogórska. Na terenie dzielnicy dominuje zabudowa jednorodzinna.

## Historia
Stradom został założony pod koniec XVI wieku. Nazwa pochodzi od nazwiska ówczesnego podstarościego olsztyńskiego, Krzysztofa Stradomskiego, który 27 lipca 1593 roku nabył od miasta Częstochowy wójtostwo w widłach rzek Stradomki (zwanej wcześniej Rybną) i Konopki. Od końca XVIII wieku tereny te były w posiadaniu królewskim i mieściły się tutaj wieś, folwark i młyn. W 1791 roku Stradom zamieszkiwało 147 osób, a w 1831 - 285. Drugi folwark, zwany Zacisiem (od niego wzięła nazwę obecna dzielnica Zacisze), znajdował się nad samym brzegiem Stradomki, w rejonie skrzyżowania ulic Piastowskiej z Zaciszańską.
W 1882 założono na Stradomiu fabrykę szpagatu pod nazwą Bracia Goldstein, Oderfeld, Oppenheim. W 1899 przekształcono ją w Towarzystwo Akcyjne Częstochowskich Zakładów Jutowych i Konopianych „Stradom”. Wytwarzała worki i sienniki jutowe oraz szpagaty konopne (popularnie zwano ją „Szpagaciarnią”). Oparta była na kapitale krajowym; tuż przed wybuchem I wojny światowej zatrudniała 2300 robotników. Później przemianowana na Częstochowskie Zakłady Przemysłu Lniarskiego „Stradom”, od 1992 pod nazwą Stradom SA. W okresie Polski Ludowej w przyzakładowym domu kultury mieściło się kino „Włókniarz”, a w 2001 ten budynek stał się siedzibą Wyższej Szkoły Zarządzania.
Stradom został włączony do Częstochowy 1 kwietnia 1928 roku.

## Obiekty
Na rogu ulicy Sabinowskiej i Piastowskiej znajduje się neogotycka kaplica Matki Boskiej Częstochowskiej z 1885 roku. Przy ulicy Sabinowskiej 62/64 znajduje się Centralna Szkoła Państwowej Straży Pożarnej. Mieści się w budynkach wykorzystywanych przez kilkadziesiąt lat jako koszary (m.in. w II RP stacjonował tu 7 pułk artylerii lekkiej).
W wyniku podziału administracyjnego Częstochowy z 2004 roku dworzec kolejowy Częstochowa Stradom leży w granicach dzielnicy Podjasnogórska, a przedsiębiorstwo Stradom S.A. leży w granicach dzielnicy Trzech Wieszczów.
Na terenie dzielnicy Stradom znajdują się: Szkoła Podstawowa nr 21 im. ks. Stanisława Konarskiego, Szkoła Podstawowa nr 47 im. Marii Konopnickiej, Szkoła Podstawowa nr 16 im. Bolesława Chrobrego wraz z Gimnazjum nr 16. Ma tu siedzibę i boisko klub piłkarski Stradom Częstochowa. 

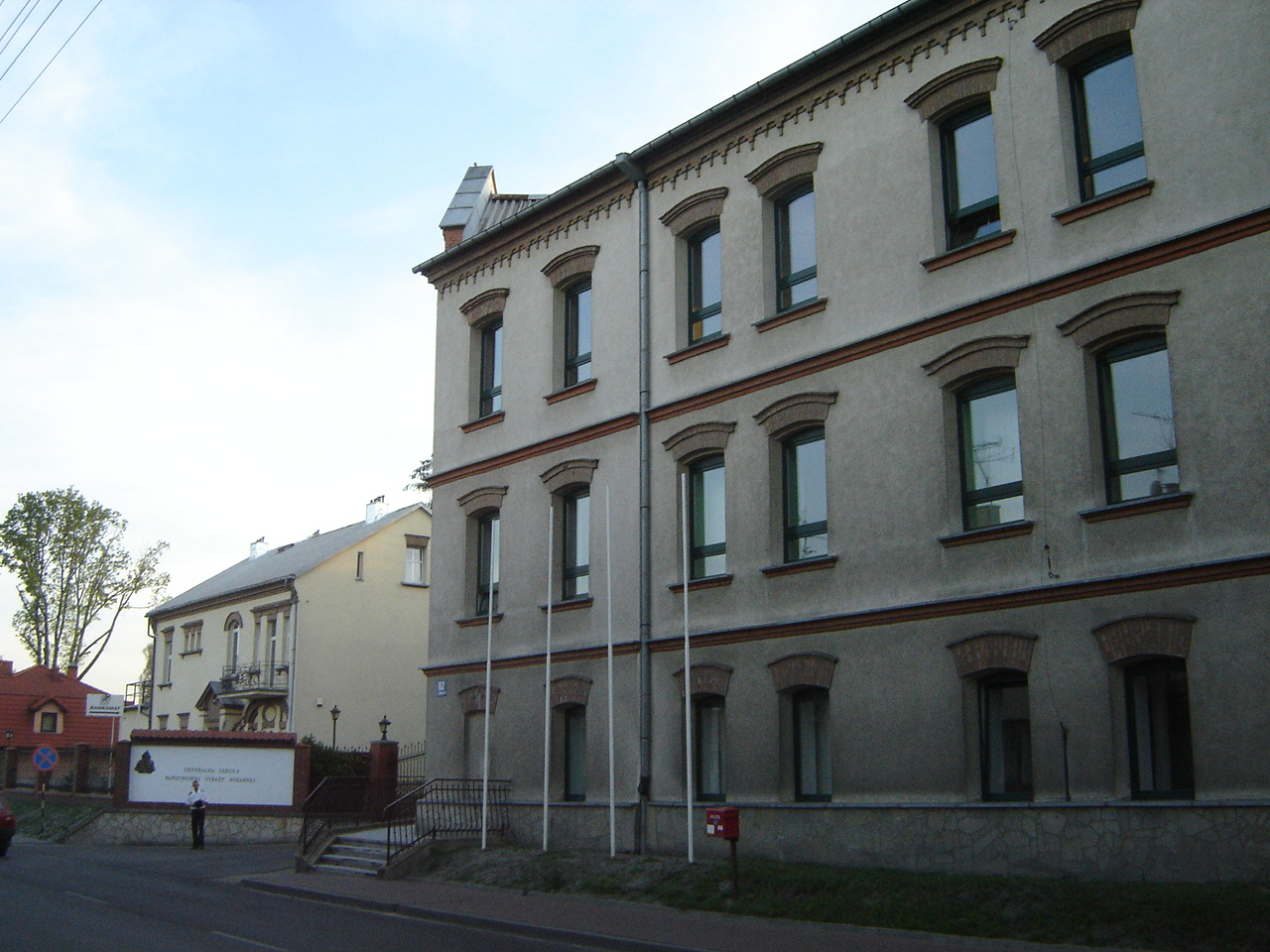
Centralna Szkoła Państwowej Straży Pożarnej
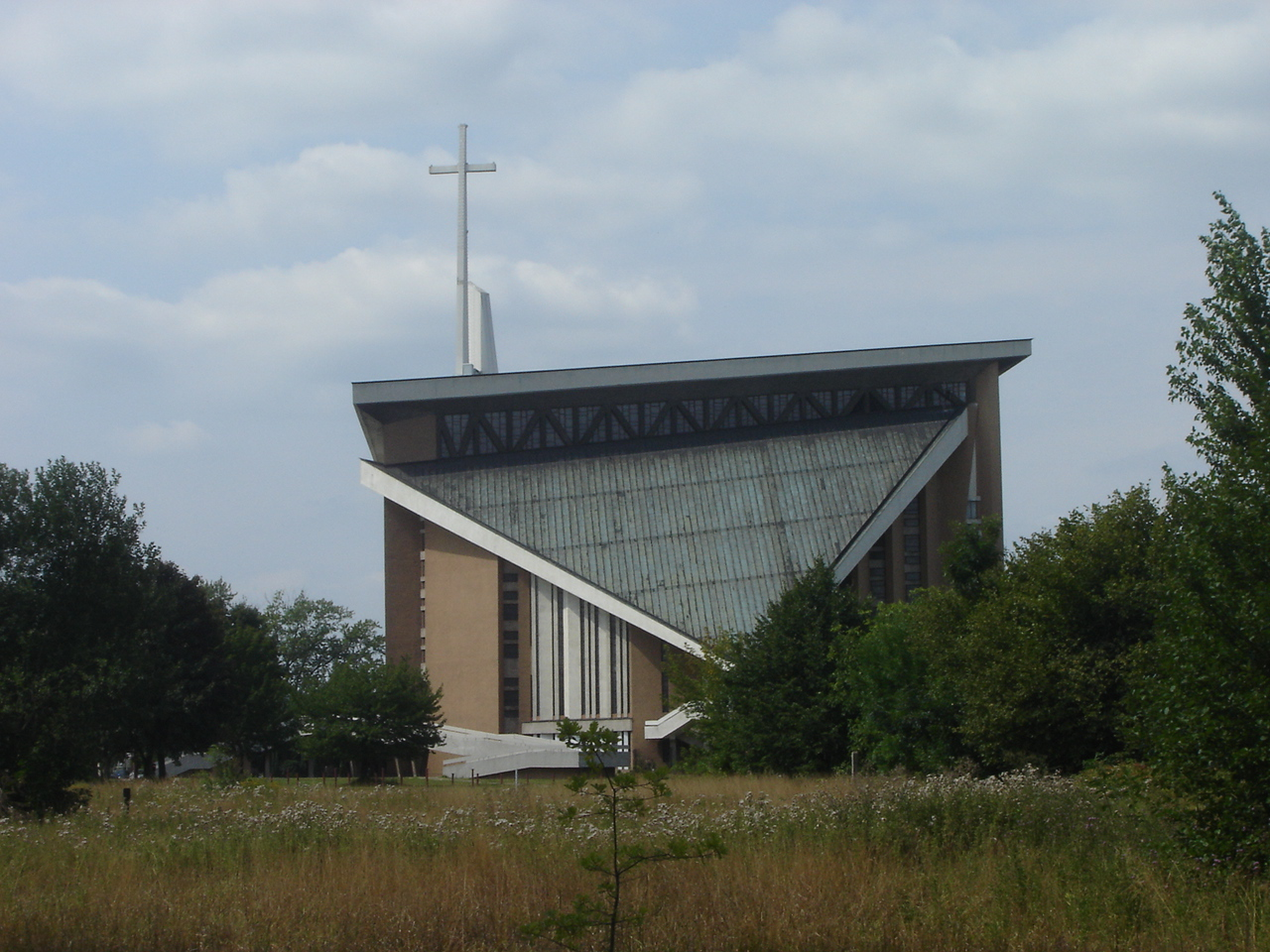
Kościół Najświętszego Serca Jezusowego